# Sami Shawa
 (février 2011).
Si vous disposez d'ouvrages ou d'articles de référence ou si vous connaissez des sites web de qualité traitant du thème abordé ici, merci de compléter l'article en donnant les références utiles à sa vérifiabilité et en les liant à la section « Notes et références ».
Sami Shawa ou Sami Al-Shawwa est un violoniste syrien né en 1887 et mort en 1960. Après avoir créé une école de musique au Caire en 1906, il s'est rendu célèbre aussi bien pour ses interprétations en solo, que pour avoir accompagné les grandes cantatrices de l'époque, dont Oum Kalsoum.
Il maitrisait quasiment tous les styles et modes musicaux du monde arabe de l'époque. Qualifié de virtuose par le CNRS, son premier enregistrement daterait des années 1920. Ré-édité en 2009 par Columbia il est principalement connu de nos jours grâce à une ré-édition de 2003 parue sous le titre Master of the Arabic Violin. On recense un autre enregistrement paru en 1932, Prince du violon arabe ré-édité en 1967 et catégorisé comme album de rock.